# Deutsche Physikalische Gesellschaft

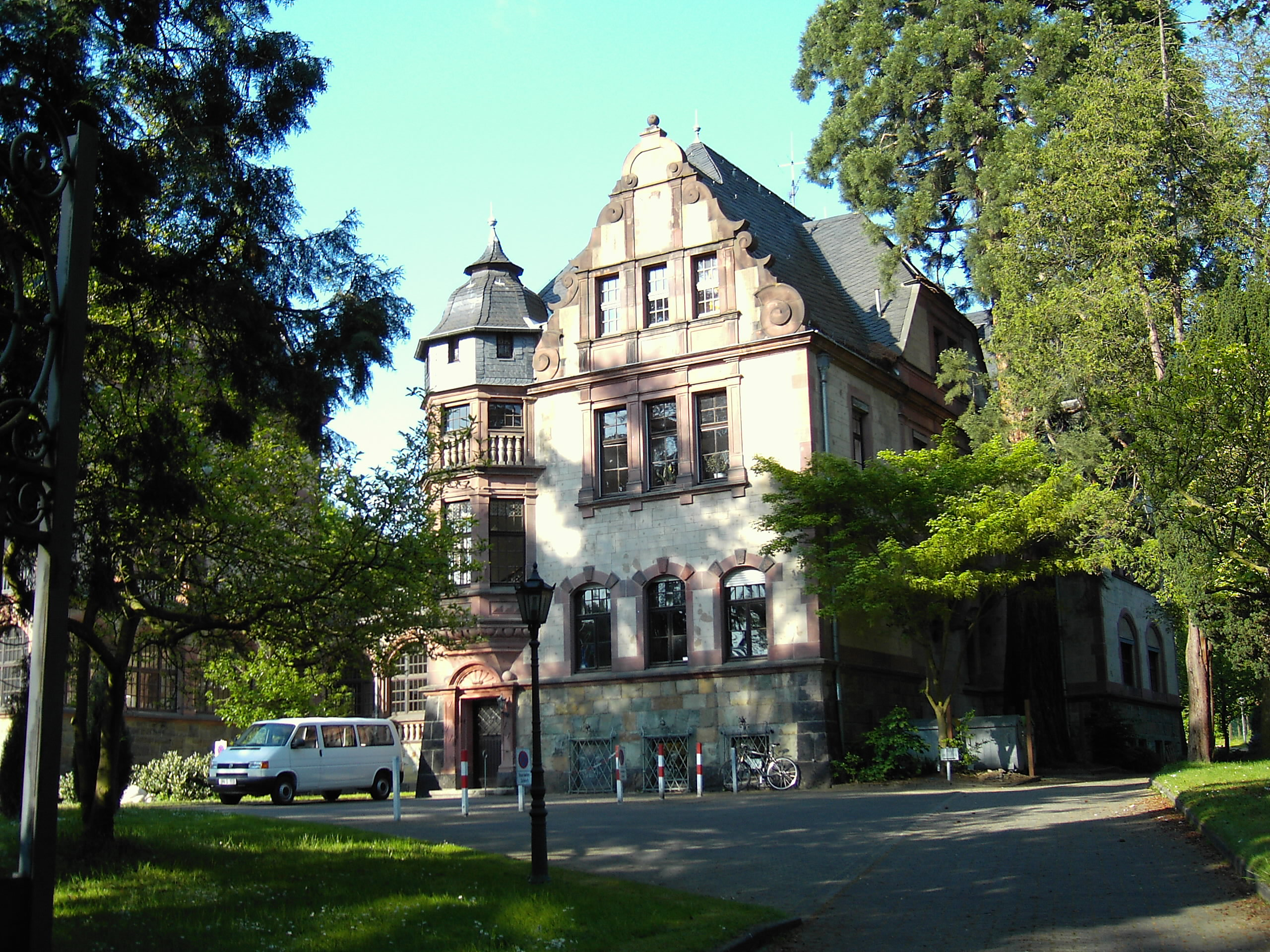
Gebouw van het genootschap in Bad Honnef

Het Deutsche Physikalische Gesellschaft, kortweg DPG, oftewel Duits Natuurkundig Genootschap is een wereldwijd actieve natuurkundige organisatie. In 2012 waren er 62.000 natuurkundigen aangesloten bij het DPG en het is daardoor het grootste natuurkundige genootschap.

## Geschiedenis
Het Deutsche Physikalische Gesellschaft werd opgericht op 14 januari 1845 in Berlijn onder de naam Physikalische Gesellschaft zu Berlin en is daarmee ook het oudste natuurkundige genootschap. Het is opgericht door onder anderen Emil du Bois-Reymond en Ernst Wilhelm von Brücke.
Sinds 1899 draagt de organisatie de huidige naam. In 1990 werd de organisatie samengevoegd met het enige andere Duitse natuurkundige genootschap, namelijk het Physikalische Gesellschaft der DDR. Sinds die tijd heeft de organisatie haar zetel in Bad Honnef.
Het genootschap is lid van de European Physical Society en de International Union of Pure and Applied Physics.
De DPG reikt jaarlijks de Max Planck-medaille, de Stern-Gerlach-Medaille en de Gustav-Hertz-Preis uit. Daarnaast reikt het genootschap samen met Gesellschaft Deutscher Chemiker en de stad Frankfurt am Main de Otto-Hahn-Preis uit.
Elk jaar houdt het genootschap een conferentie, de Frühjahrstagung der DPG, in een andere plaats in Duitsland. Hier worden de laatste wetenschappelijke resultaten gepresenteerd en bediscussieerd. Er worden ook publieke presentaties gegeven over actuele natuurkundige onderwerpen.

## Voorzitters en presidenten van het DPG
| Periode   | Naam                           |
| --------- | ------------------------------ |
| 1845-1847 | Gustav Karsten                 |
| 1847-1878 | Emil du Bois-Reymond           |
| 1878-1895 | Hermann von Helmholtz          |
| 1895-1897 | Wilhelm von Bezold             |
| 1897-1899 | Emil Warburg                   |
| 1899-1905 | Emil Warburg                   |
| 1905-1906 | Max Planck                     |
| 1906      | Paul Drude                     |
| 1906-1907 | Max Planck                     |
| 1907-1908 | Heinrich Rubens                |
| 1908-1909 | Max Planck                     |
| 1909-1910 | Heinrich Rubens                |
| 1910-1912 | Ferdinand Kurlbaum             |
| 1912-1914 | Heinrich Rubens                |
| 1914-1915 | Fritz Haber                    |
| 1915-1916 | Max Planck                     |
| 1916-1918 | Albert Einstein                |
| 1918-1919 | Max Wien                       |
| 1919-1920 | Arnold Sommerfeld              |
| 1920-1922 | Wilhelm Wien                   |
| 1922-1924 | Franz Himstedt                 |
| 1924-1925 | Max Wien                       |
| 1925-1927 | Friedrich Paschen              |
| 1927-1929 | Heinrich Konen                 |
| 1929-1931 | Egon von Schweidler            |
| 1931-1933 | Max von Laue                   |
| 1933-1935 | Karl Mey                       |
| 1935-1937 | Jonathan Zenneck               |
| 1937-1939 | Peter Debye                    |
| 1939-1940 | Jonathan Zenneck               |
| 1940-1945 | Carl Ramsauer                  |
| 1950-1951 | Jonathan Zenneck               |
| 1952-1953 | Karl A. Wolf                   |
| 1954      | Richard Becker                 |
| 1955      | Karl A. Wolf                   |
| 1956-1957 | Walther Gerlach                |
| 1958-1959 | Ferdinand Trendelenburg        |
| 1960-1961 | Wilhelm Walcher                |
| 1962-1963 | Konrad Ruthardt                |
| 1964-1965 | Friedrich Bopp                 |
| 1966-1967 | Konrad Finkelnburg             |
| 1968-1969 | Martin Kersten                 |
| 1970-1971 | Karl Ganzhorn                  |
| 1972-1973 | Werner Buckel                  |
| 1974-1975 | Otto Koch                      |
| 1976-1977 | Hans-Joachim Queisser          |
| 1978-1979 | Heinrich Welker                |
| 1980-1981 | Horst Rollnik                  |
| 1982-1983 | Hans-Joachim Schmidt-Tiedemann |
| 1984-1986 | Joachim Treusch                |
| 1986-1988 | Joachim Trümper                |
| 1988-1990 | Otto G. Folberth               |
| 1990-1992 | Theo Mayer-Kuckuk              |
| 1992-1994 | Herwig Schopper                |
| 1994-1996 | Hans-Günter Danielmeyer        |
| 1996-1998 | Markus Schwoerer               |
| 1998-2000 | Alexander M. Bradshaw          |
| 2000-2002 | Dirk Basting                   |
| 2002-2004 | Roland Sauerbrey               |
| 2004-2006 | Knut Urban                     |
| 2006-2008 | Eberhard Umbach                |
| 2008-2010 | Gerd Litfin                    |
| 2010-2012 | Wolfgang Sandner               |
| 2012-2014 | Johanna Stachel                |
| 2014-     | Edward G. Krubasik             |